# Савкіно (Хвойнинський район)
Савкіно (рос. Савкино) — присілок в Хвойнинському районі Новгородської області Російської Федерації.
Населення становить 3 особи. Входить до складу муніципального утворення Кабозьке сільське поселення.

## Історія
Від 2005 року входить до складу муніципального утворення Кабозьке сільське поселення

## Населення
| 2009 | 2010 |
| ---- | ---- |
| 5    | ↘3   |